# Tanch'ŏn
Tanch'ŏn (en coréen : 단천시, Tanch'ŏn-si, /tan.tsʰʌn/)  est la septième ville la plus peuplée de Corée du Nord, elle est située dans la province de Hamgyong du Sud au bord de la mer du Japon à l'embouchure de la rivière Namdae. C'est une ville industrielle à cause de ses importantes ressources en minerais, en particulier le cobalt, le zinc, le plomb et la magnésite.

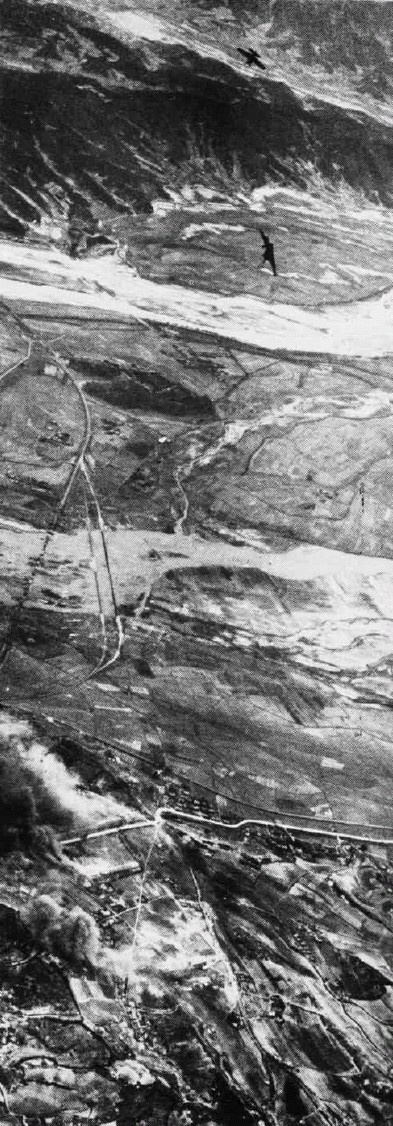
Image historique de deux Douglas DC-4 de l'US Navy attaquant Tanchon pendant la guerre de Corée le 24 juin 1952.

## Géographie
Selon le recensement de 2008, Tanchon compte 345 875 habitants dont 240 873 en zone urbaine répartis sur un large territoire d'une superficie de 2 170 km2 (densité : 159 hab/km2). Initialement une petite commune (myeon), elle a été promue au rang de bourg (eup) le 1er octobre 1939 puis de ville (si) en 1983. Son territoire administratif est divisé en 39 quartiers (dong) pour le centre ville et 39 villages (ri) pour la périphérie :
Munho-ri (문호리), Sinho-ri (신호리), Ryondaeri (련대리), Yangpyong-ri (양평리), Talchon-ri (달천리), Songpa-ri (송파리), Ryongsan-ri (령산리), Paeksan-ri (백산리), Kawon-ri (가원리), Ssangnyong-ri (쌍룡리), Sindong-ri (신동리), Chongdong-ri (정동리), Sogu-ri (석우리), Samgo-ri (삼거리), Pukpyong-ri (복평리), Omong-ri (오몽리), Changnae-ri (장내리), Ryongyon-ri (룡연리), Munam-ri (문암리), Tolsan-ri (돌산리), Taptong-ri (답동리), Kaung-ri (가응리), Tokchu-ri (덕주리), Hwachang-ri (화장리), Tuyon-ri (두연리), Songjang-ri (송정리), Ponghwa-ri (봉화리), Yongpyong-ri (영평리), Ryongjam-ri (룡잠리), Ryongdok-ri (룡덕리), Sinpung-ri (신풍리), Munchon-ri (운천리), Wadong-ri (와동리), Sinpyong-ri (신평리), Ripa-ri (리파리), Chungsan-ri (증산리), Wonsan-ri (원산리), Ryonghung-ri (룡흥리).
Ces villages s'échelonnent le long de deux vallées qui sont intégralement soumises à sa juridiction. Elles sont séparées des districts voisins par de nombreuses montagnes dont les principales sont le Haegyongbong, le Maebong, le Tulyusan (2308 m), le Saemgolsan, le Pokkaebong et le Ssulosan.

## Économie
Komdok est la mine principale. Implantée dans le quartier de Bonsan-dong, elle dispose d'une réserve de 300 millions de tonnes de zinc et de plomb. Elle produit annuellement 124 000 tonnes de zinc et 52 000 tonnes de plomb, ce qui représente 47 % de la production annuelle du pays (2002). Elle a été ouverte en 1932, pendant la colonisation japonaise. Le minerai de zinc est ensuite traité dans une raffinerie électrolytique d'une capacité de 110 000 t/an,.
La magnésie est extraite dans la mine Jeunes Héros de Taehung. La raffinerie a été récemment modernisée, tout comme le port, nouvellement inauguré en mai 2012.

## Transports
Tanchon est située sur la ligne ferroviaire Pyongra (en) qui relie Pyongyang à la Russie et qui la met à 42 km de la ville voisine de Kimchaek, 189 km de Hamhung, la capitale provinciale et 494 km de Pyongyang.
L'aéroport sud de Tanchon (en) a une utilisation militaire.
Le fuseau horaire est GMT+9h00.
Il y a aussi eu une ancienne ligne de trolleybus maintenant partiellement démantelé dans le quartier minière de Kumgol et les chemins de fer d'état.

## Trésors et monuments nationaux
Tongdoksa, un temple bouddhiste, a été classé trésor national n° 116. Le goral à longue queue, une espèce relativement rare de capriné dont quelques représentants vivent dans les montagnes de Tanchon est classé monument naturel n° 293.

## Historique des députations de la circonscription de Tanch'on (524e)
- XIe législature (2003-2009) : Pak Sung Chun (Hangeul : 박성춘)
- XIIe législature (2009-2014) : Kang Thae Seok (Hangeul : 강태석, Hanja : 姜泰錫)
- XIIIe législature (2014-2019) : Ri Chan Hwa (Hangeul : 리찬화)

## Personnalités liées
- Choi Jeonghui (1912-1990), auteure sud-coréenne